# Mariánský sloup (Sokolov)
Mariánský sloup (rovněž Sloup se sousoším Panny Marie) je barokní sochařské dílo na Starém náměstí v Sokolově v Karlovarském kraji. Od roku 1963 je chráněn jako kulturní památka.

## Historie
O vzniku mariánského sloupu existují detailní informace. Dne 2. dubna 1699 byla purkmistrem Sokolova a sokolovským arciděkanem uzavřena smlouva s chebským sochařem Vilémem Felsnerem (Wilhelm Fellsner) na zhotovení sloupu. Dohodnutá cena byla 600 zlatých a sloup byl sestaven a vztyčen roku 1701. Při vichřici dne 17. ledna 1955 došlo k zřícení vrcholové sochy Panny Marie a socha se roztříštila. Její zbytky byly odvezeny, údajně na jednu z dolových výsypek. Sochu na vrcholu sloupu nahradila naprosto nelogicky a v rozporu s ikonografií kamenná koule.
V letech 1994–1996 byl mariánský sloup zrestaurován. Během restaurátorských prací byla na hlavici sloupu zjištěna datace a iniciály sochaře Viléma Felsnera. Zároveň byla objevena i datace a iniciály sochařova syna jako spoluautora, nikoliv pouhá spoluúčast na sochařském díle, jak se dříve předpokládalo. Na vrchol sloupu byla umístěna volná kopie sochy Panny Marie Immaculaty, jejímž autorem je akademický sochař Igor Kalina.

## Popis
Sloup z pískovce stojí na čtvercové základně se čtyřmi žulovými schodišťovými stupni. Na hranolovém soklu sloupu jsou na jeho rozích umístěny pískovcové sochy světců. Ty tvoří socha svatého Jakuba Většího, patrona sokolovského farního kostela, socha svatého Antonína Paduánského, patrona klášterního kostela, držícího Ježíška a květ lilie (symbol zvěstování Panně Marii),  socha svatého Jana Nepomuckého a socha svatého Floriána. Sokl je zdoben reliéfními ornamenty s okřídlenými hlavičkami andělů a motivy s granátovými jablky, symbolem Kristova vzkříšení. Vlastní sloup má hladký povrch a je zakončen korintskou hlavicí. Na jeho vrcholu je umístěna socha Panny Marie Immaculaty. Celý mariánský sloup byl dodatečně opatřen kovovým ohrazením a prostor vybaven šesti žulovými sloupky propojených řetězy.

## Fotogalerie

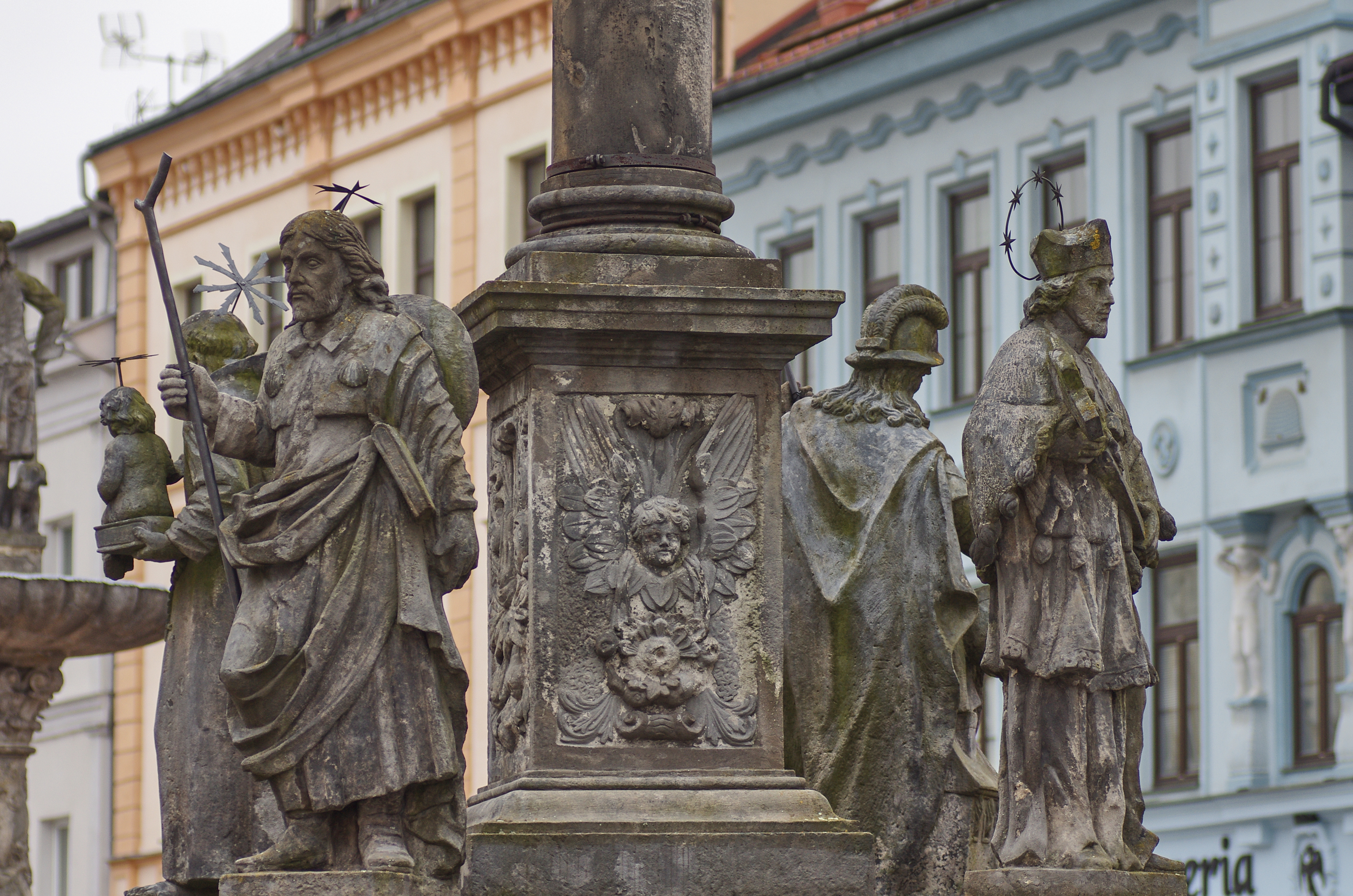
Sochy svatých kolem sloupu
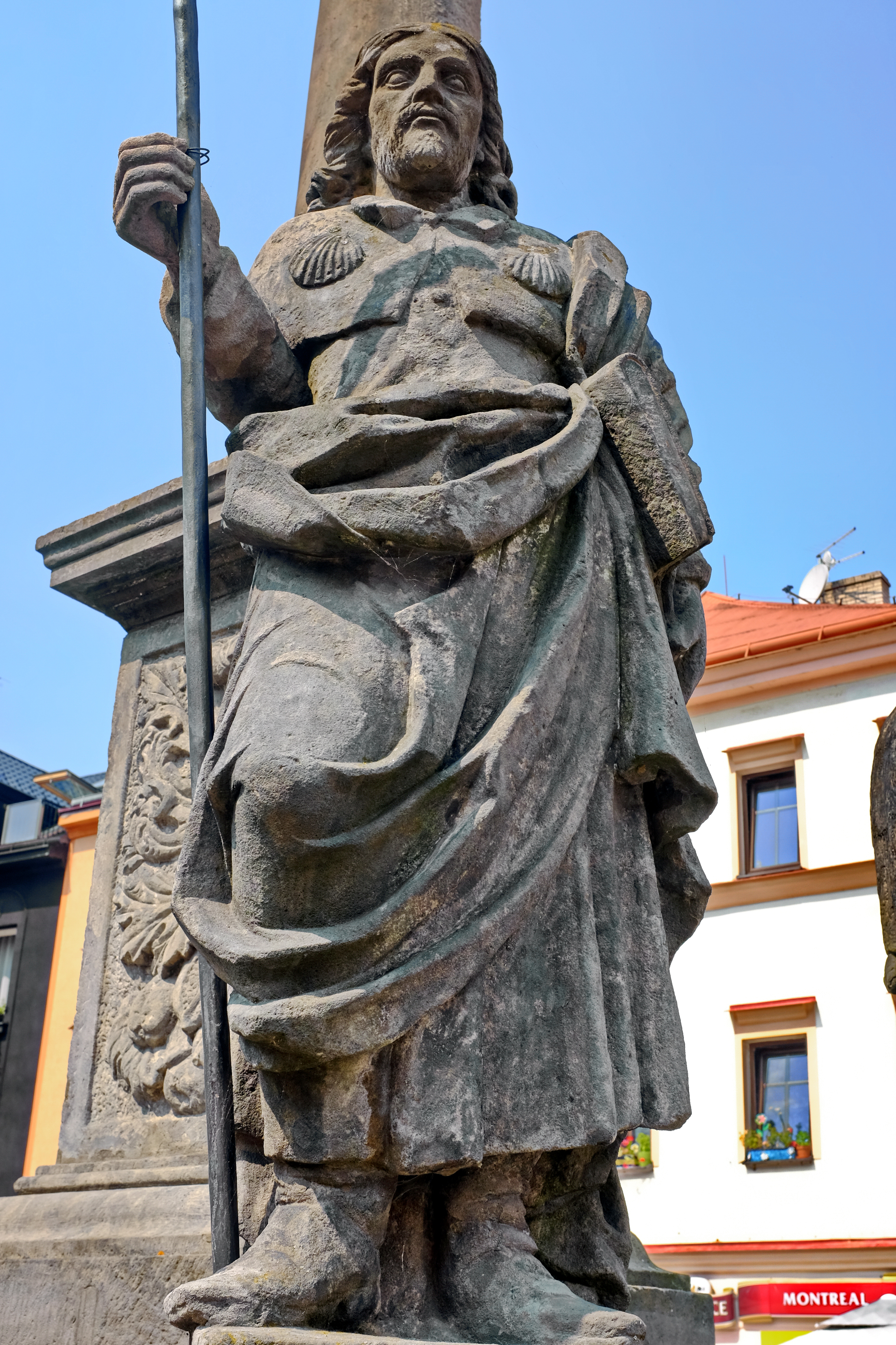
Socha svatého Jakuba
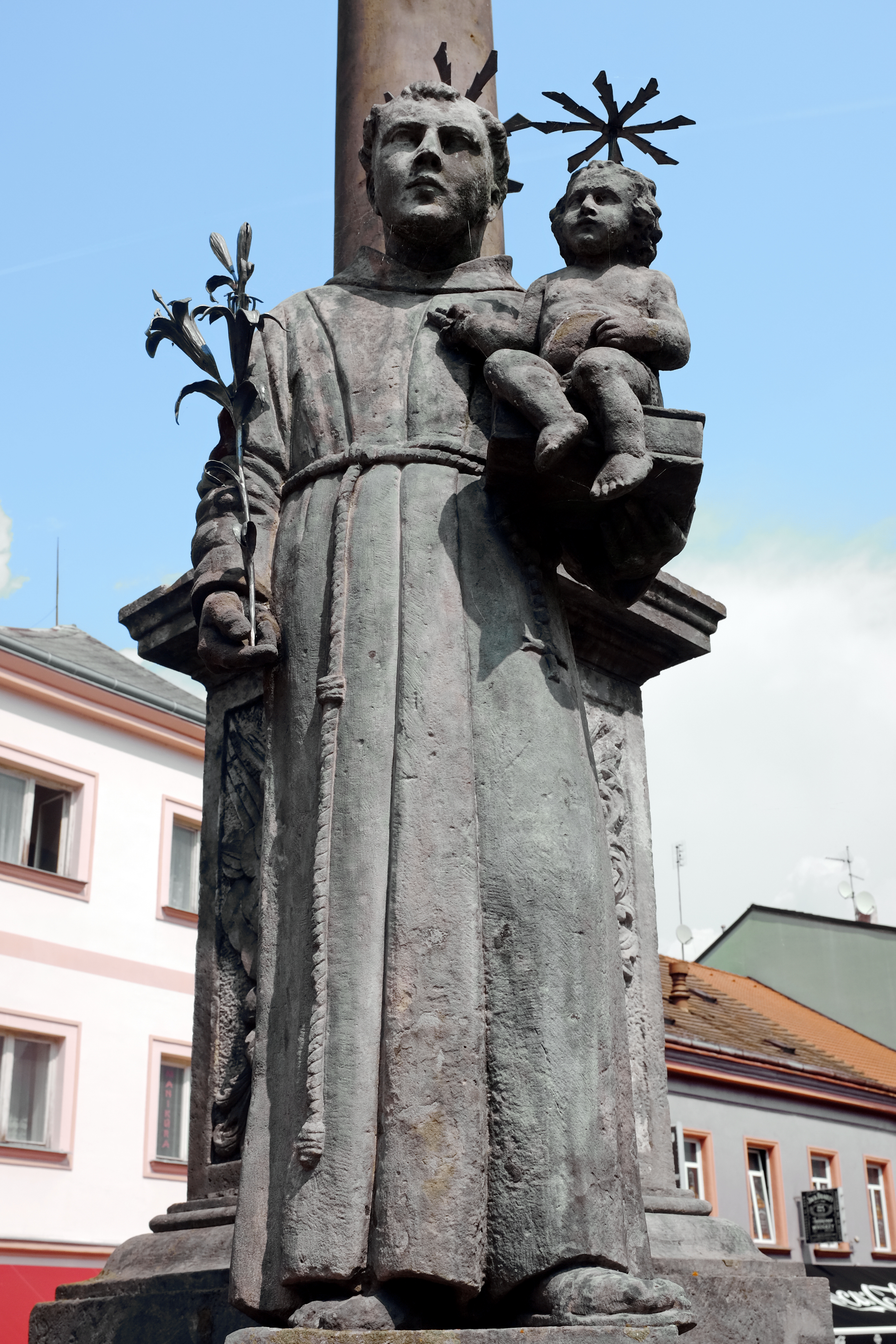
Socha svatého Antonína Paduánského
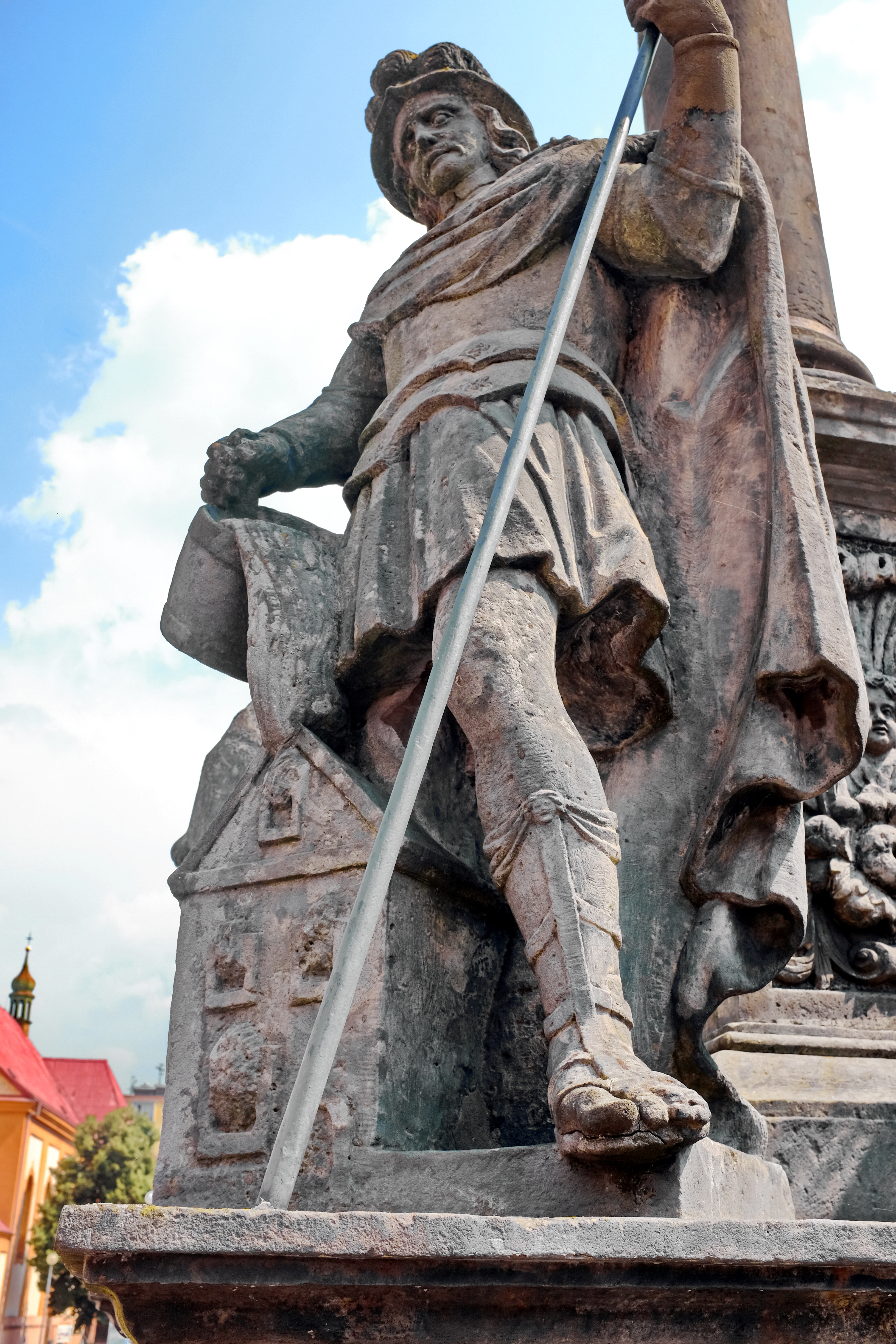
Socha svatého Floriána
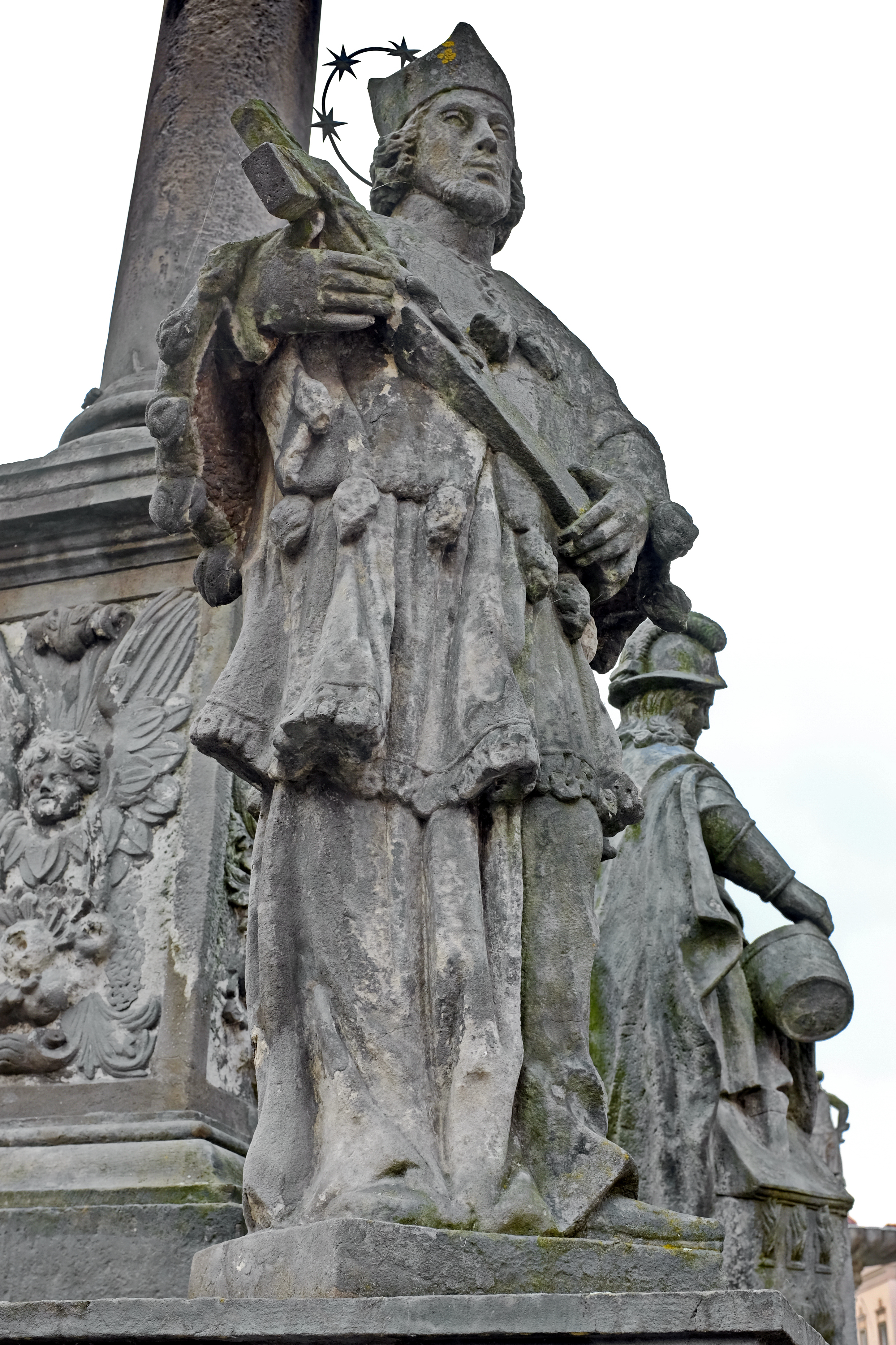
Socha svatého Jana Nepomuckého
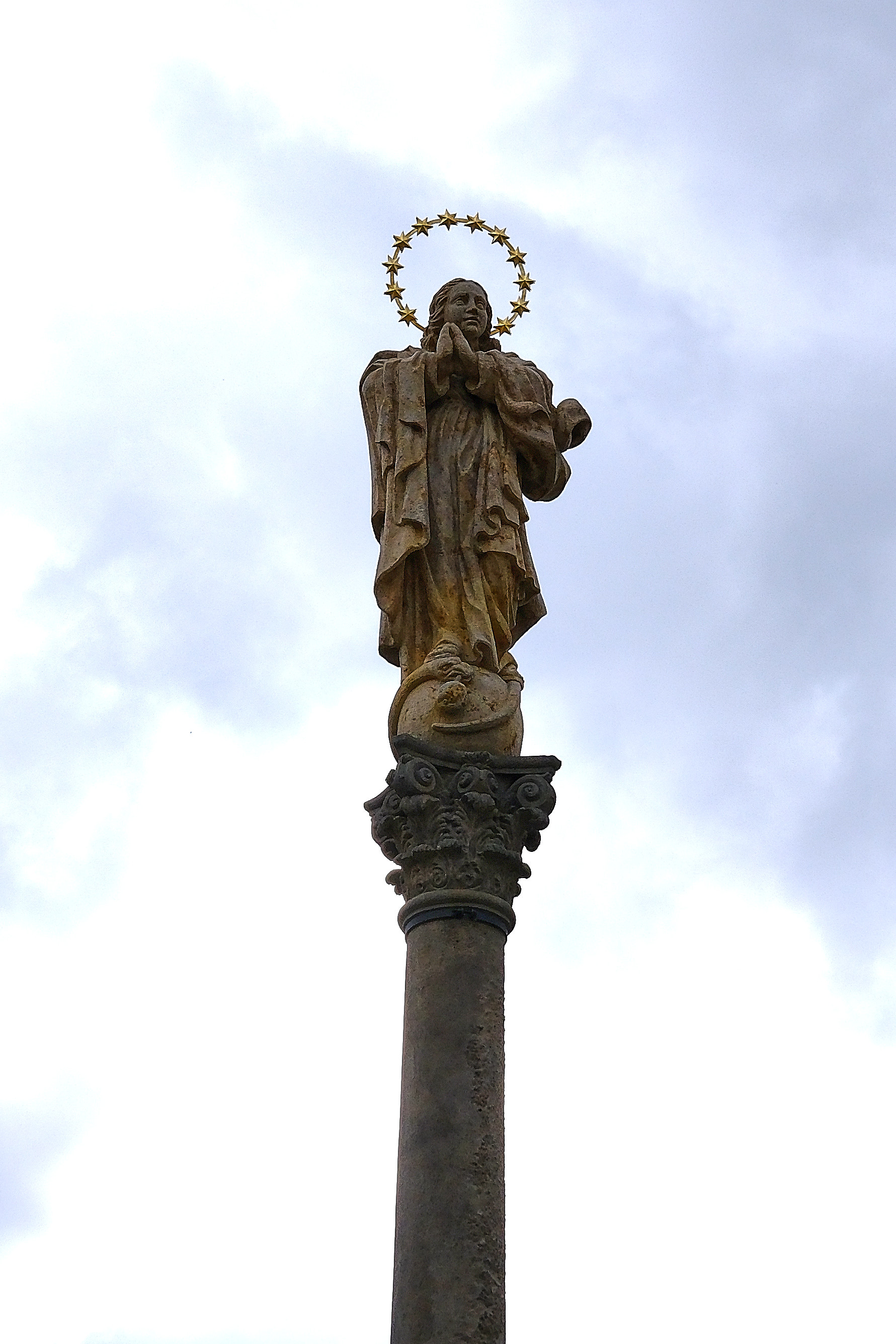
Socha Immaculaty na vrcholu sloupu